# Sackbayémé
Sackbayémé è un villaggio del Camerun, che fa parte del dipartimento di Sanaga-Maritime nella regione del Litorale, all'interno del comune di Pouma.

## Geografia fisica
Situata a 4° 1' 60 latitudine Nord e 10° 34' 0 longitudine Est, Sackbayémé ha un clima tropicale con precipitazioni significative. La media annuale di piovosità è di 2406 mm. La temperatura media annuale è di 25.8 °C.

## Società

### Evoluzione demografica
Al censimento del 2005, il villaggio aveva una popolazione di 752 abitanti.

### Istituzioni, enti e associazioni
La Chiesa presbiteriana del Camerun (EPC) possiede un ospedale nel villaggio di Sackbayémé.